# Pulsano
Pulsano község (comune) Olaszország Puglia régiójában, Taranto megyében.

## Fekvése
A Tarantói-öböl partján fekszik, Taranto városától néhány kilométerre nyugatra.

## Története
A régészeti feltárások alapján a területen már az i.e. 14. században létezett egy település, erre utalnak a feltárt sírkamrák és kerámiadarabok is. Az ókorban, Tarentumhoz való közelsége miatt, a várostól függött. A lakosság a 12. század elején, valószínűleg a sorozatos kalóztámadások miatt a tengerparti területekről (a mai Marina di Pulsano) visszahúzódott a Salento magasabb vidékeire, ahol egy várat építette. A további évszázadokban nemesi birtok volt. A 14-15. században többször is arab betörések áldozata lett, ezt követően épült meg az öbölparti védvonala is. A település 1811-ben lett önálló község, miután a Nápolyi Királyságban felszámolták a feudalizmust.

## Népessége
A népesség számának alakulása:

## Főbb látnivalói
- Castello - a település egykori erődje.
- A település védvonalát képező őrtornyok: Torre Castelluccia, Torre Zozzoli, Torre dell' Orologio.
- Santa Maria La Nova-templom